# Szada
Szada là một thị trấn thuộc hạt Pest, Hungary. Thị trấn này có diện tích 16,71 km², dân số năm 2010 là 4480 người, mật độ 268 người/km².